# Uhrturm von Skopje
Der Uhrturm von Skopje (mazedonisch Саат-кула, türkisch Saat Kulesi, albanisch Kulla e Sahatit) ist ein sechsstöckiger Uhrturm in der mazedonischen Hauptstadt Skopje. Das zwischen 1566 und 1573 errichtete Bauwerk befindet sich im Stadtzentrum in unmittelbarer Nähe der Sultan-Murad-Moschee und der Ishak-Bey-Türbe.
Das Uhrwerk stammt aus dem ungarischen Szeged. Nach der Eroberung derselbigen Stadt durch die Osmanen wurde es nach Skopje gebracht. Der Turm wurde auf den Fundamenten eines frühen mittelalterlichen Wehrturmes erbaut. Ursprünglich war der Uhrturm ein Holzbau, der später durch einen Ziegelbau ersetzt wurde. Der Uhrturm von Skopje findet sich in den Berichten vieler Reisender, darunter Hadschi Kalfa und Evliya Çelebi.
Der Turm wurde bei einem Brand im Jahr 1689 stark beschädigt. In den Jahren 1902 und 1903 wurde das hölzerne Dach des Turms durch Dachziegel aus Thessaloniki ersetzt, auch das Uhrwerk wurde durch ein neueres, aus der Schweiz stammendes, ersetzt.
Beim starken Erdbeben von 1963 wurde der Uhrturm erneut schwer beschädigt. Er wurde später restauriert, jedoch ohne das Uhrwerk.

## Fotogalerie

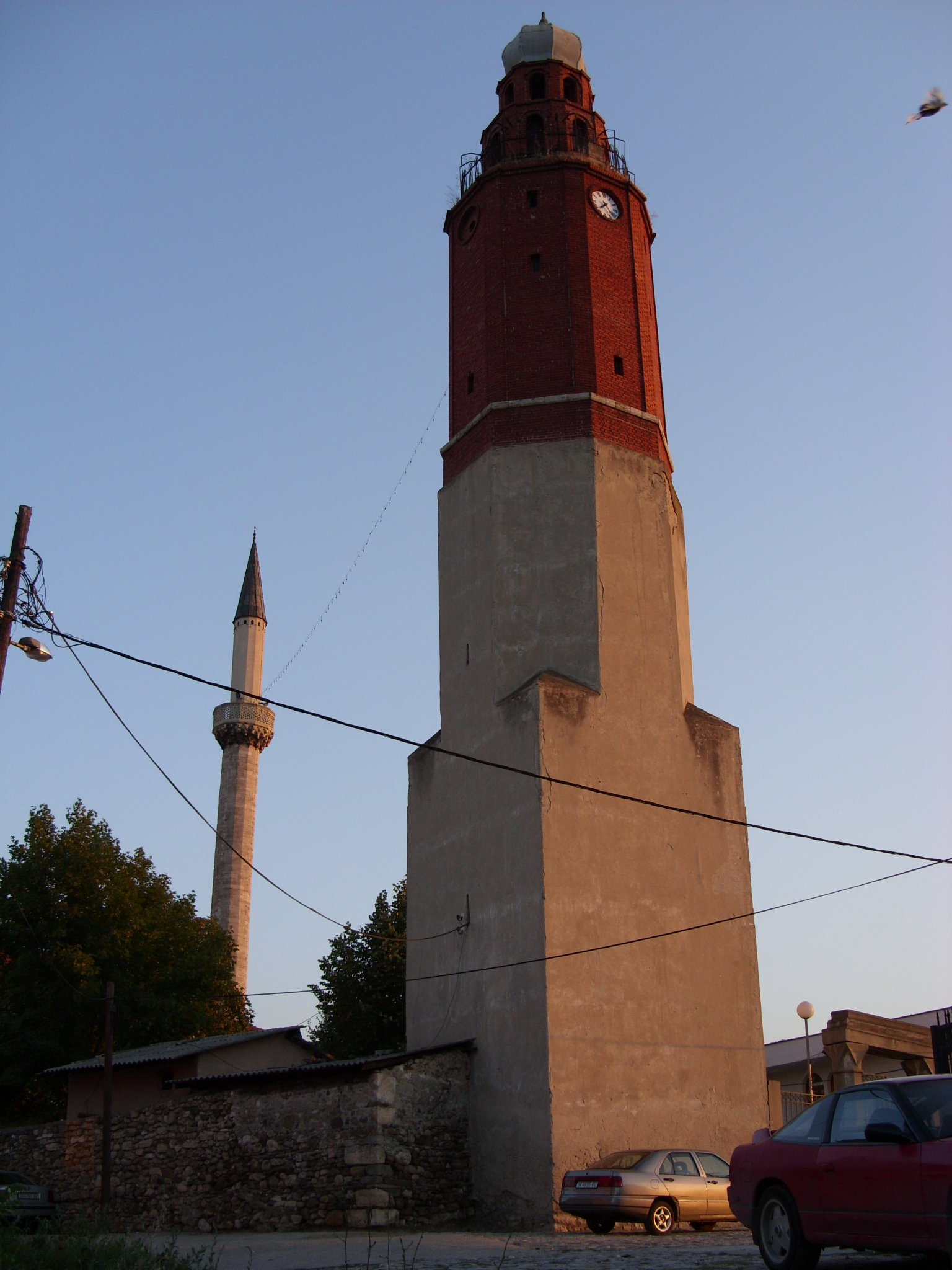
Der Uhrturm mit der angrenzenden Sultan-Murad-Moschee.
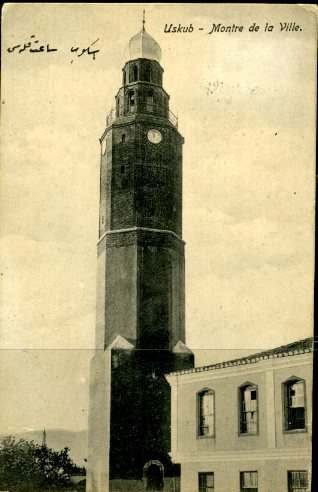
Der Uhrturm auf einer osmanischen Postkarte von vor 1913.